# Bonagota bogotana
Bonagota bogotana är en fjärilsart som beskrevs av Walker 1863. Bonagota bogotana ingår i släktet Bonagota och familjen vecklare. Inga underarter finns listade i Catalogue of Life.